# (34269) 2000 QV130
2000 QV130 (asteroide 34269) é um asteroide da cintura principal. Possui uma excentricidade de 0.21531020 e uma inclinação de 4.44131º.
Este asteroide foi descoberto no dia 24 de agosto de 2000 por LINEAR em Socorro.